# 龙山街道 (法库县)
龙山街道，是中华人民共和国辽宁省沈阳市法库县下辖的一个乡镇级行政单位。原五台子镇于2017年6月12日被批准撤销，改设为龙山街道办事处。

## 行政区划
龙山街道下辖以下地区：
红花岭村、西小房申村、孤家子村、古井子村、前满洲屯村、西黄花岭村、西山村和五台子村。